# Vikings River Splash
Vikings River Splash is een rapid river in de attractieparken Legoland Billund en Legoland Windsor.
Zoals de naam van de attractie aangeeft, is het wildwaterbaan vernoemd in stijl van de Vikingen. De attractie is ook naar dit thema gethematiseerd. Tijdens de rit wordt het bootje waar negen bezoekers in plaats kunnen nemen tot een bepaalde hoogte gebracht door middel van een lift, waarna een lange afdaling plaatsvindt.

## Afbeeldingen

### Legoland Billund

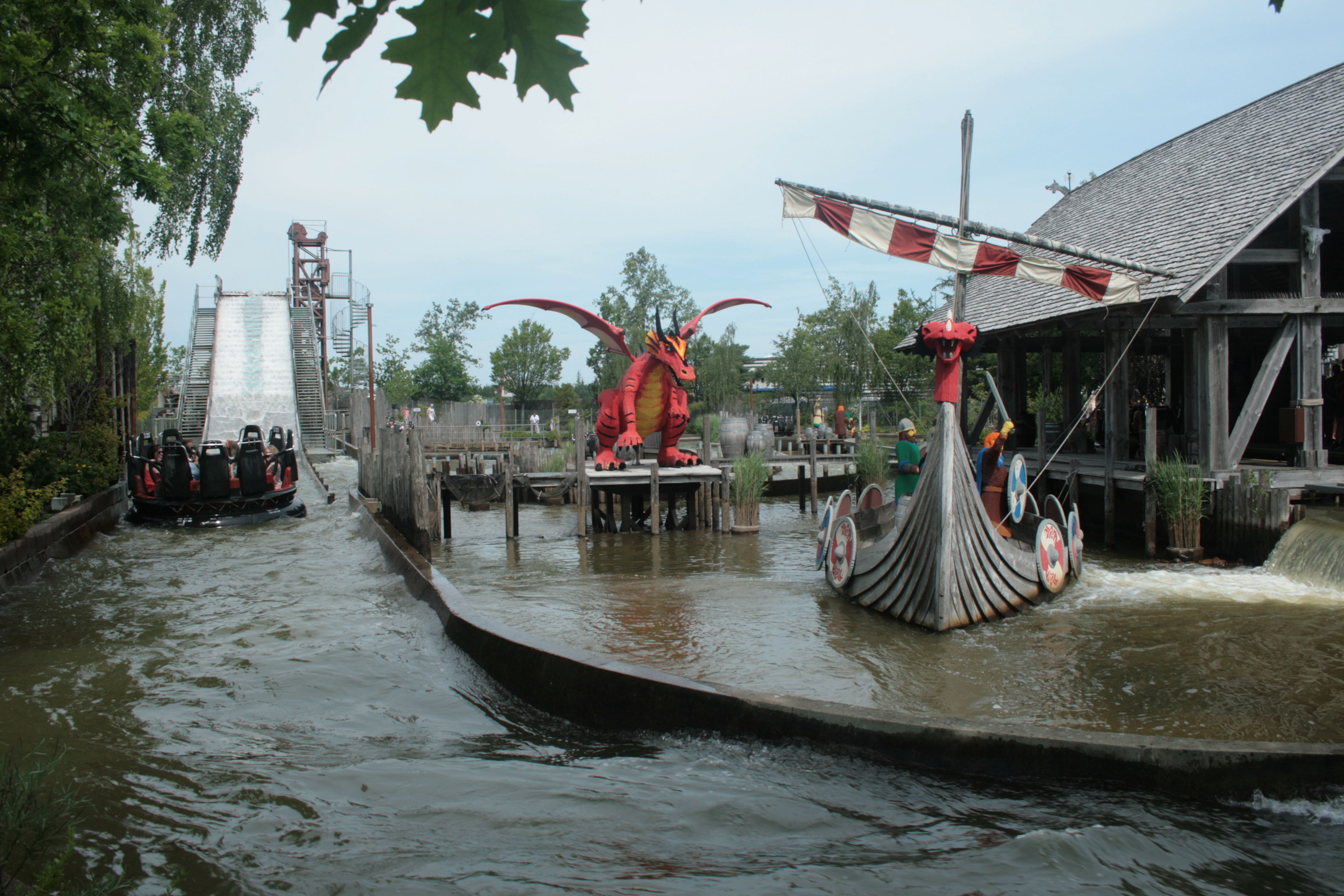
Rechts het stationsgebouw en links de afdaling.
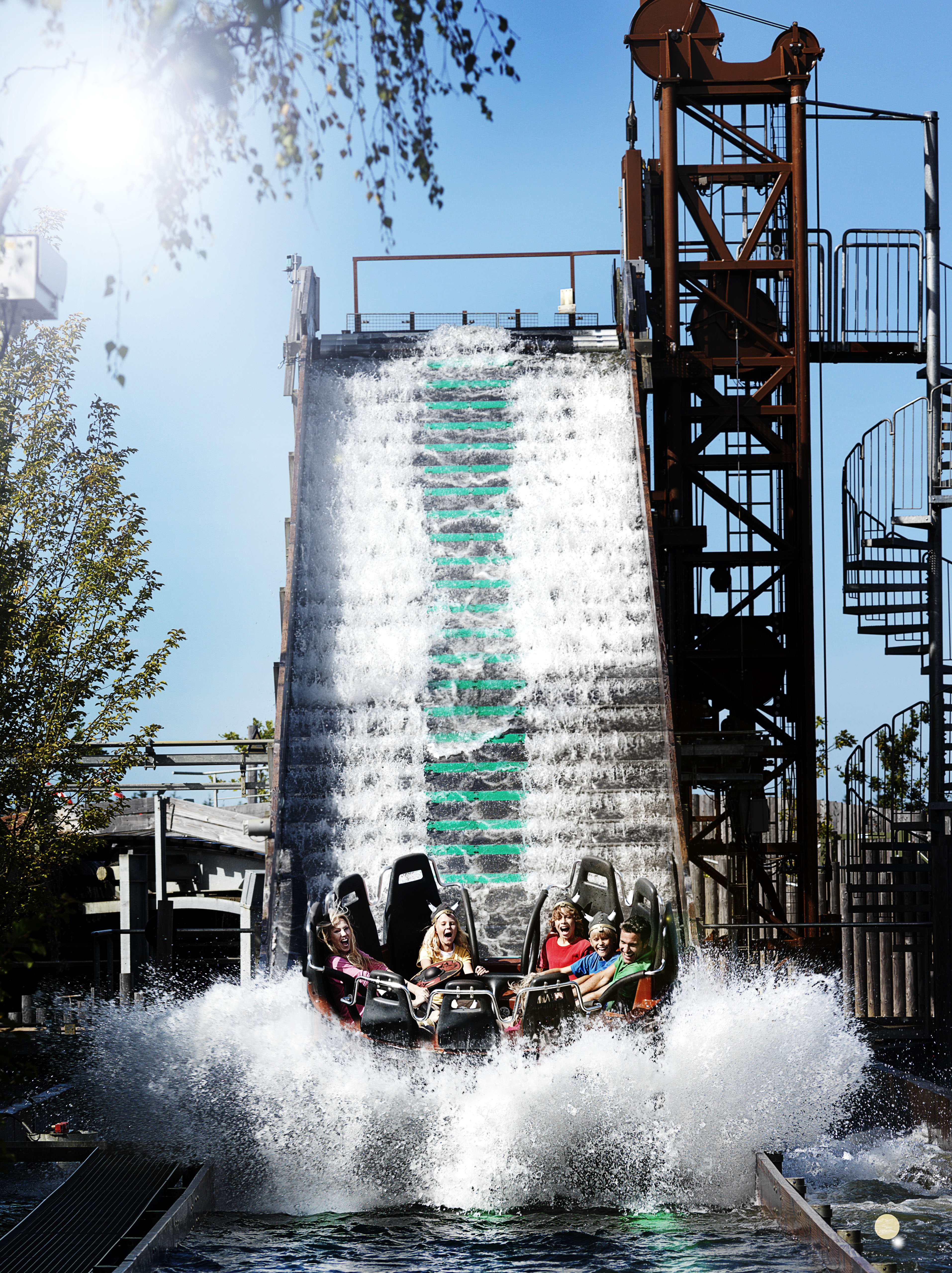

### Legoland Windsor

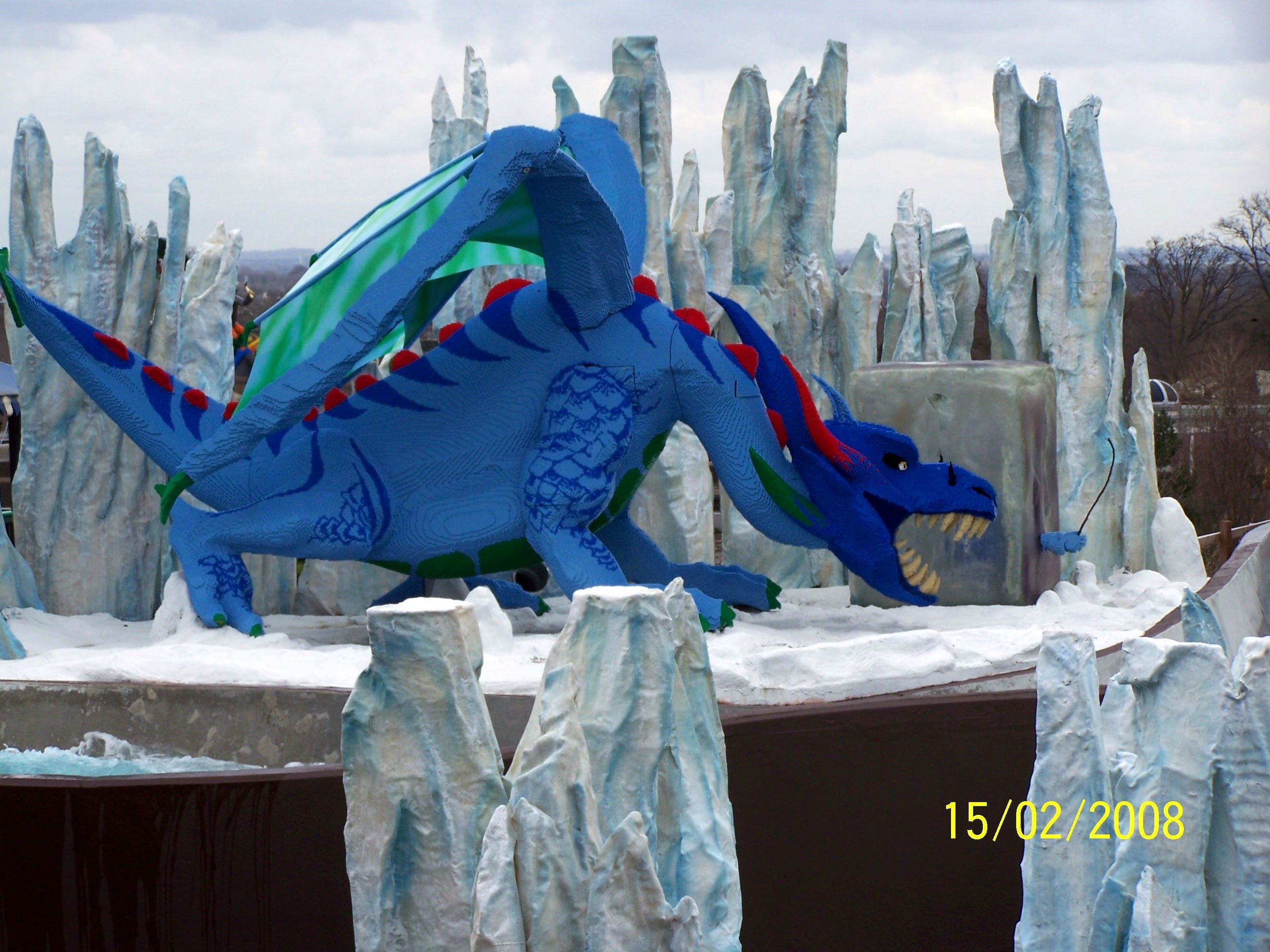
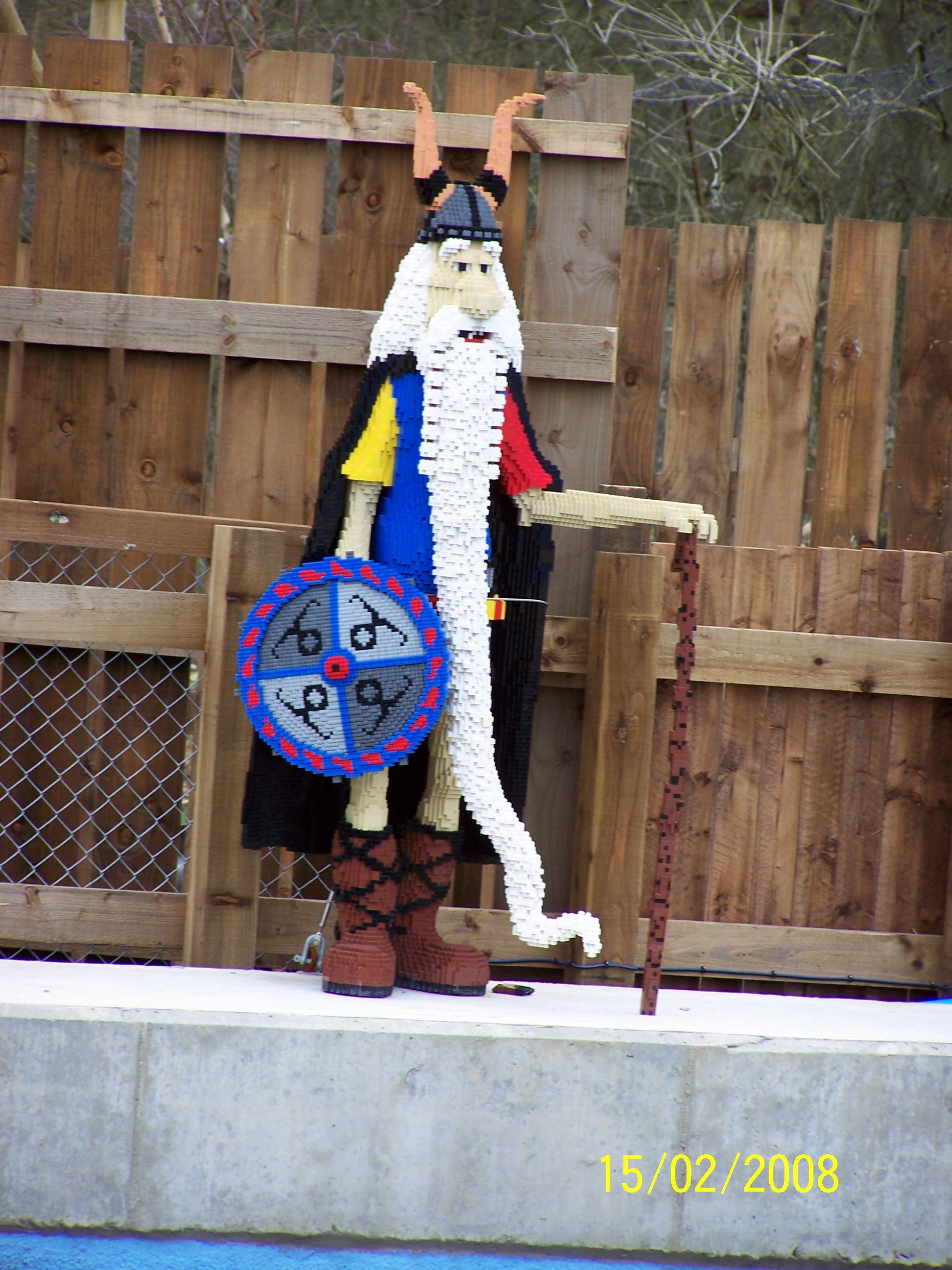
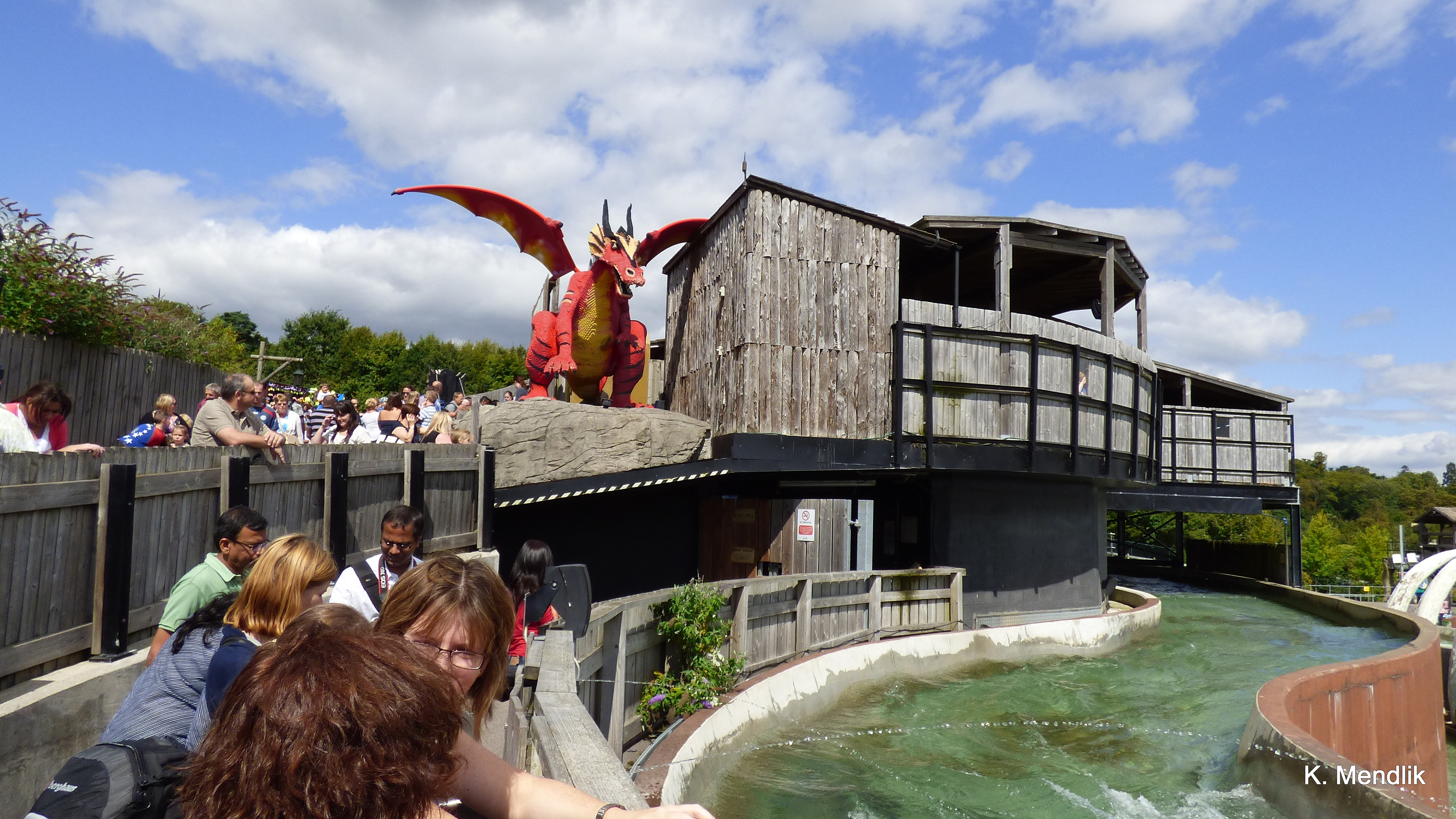
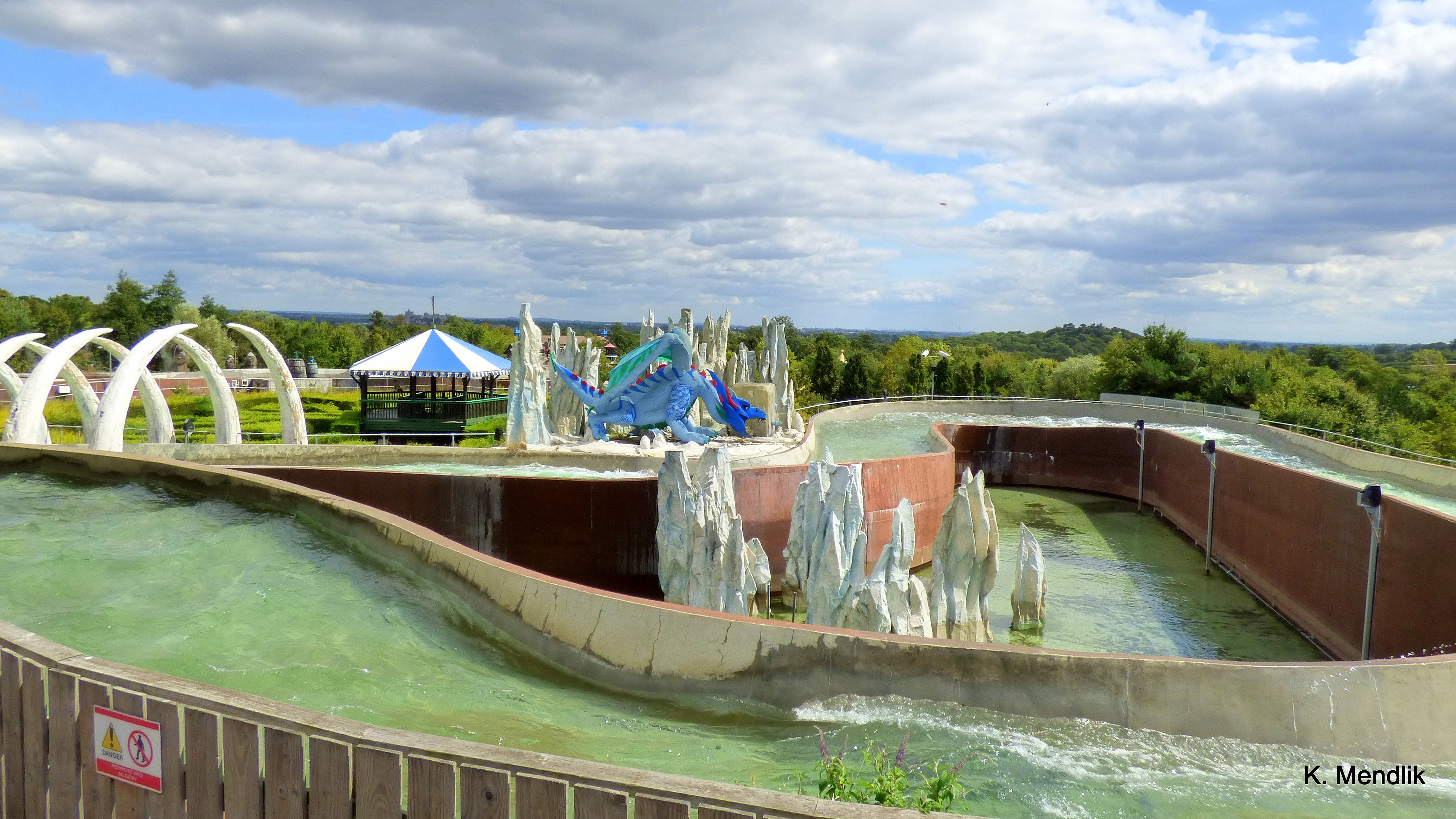